# Hemibagrus hoevenii
Hemibagrus hoevenii es una especie de pez de la familia Bagridae en el orden de los Siluriformes.

## Morfología
Los machos pueden llegar alcanzar los 35 cm de longitud total

## Distribución geográfica
Se encuentra en  Java, Sumatra, Borneo y la Península de Malaca